# Enantioblastae
Enantioblastae is een botanische naam, voor een orde van bloeiende planten: het is een beschrijvende plantennaam. Het Wettstein-systeem gebruikte deze naam voor een orde met de volgende samenstelling:
- orde Enantioblastae
  - familie Centrolepidaceae
  - familie Commelinaceae
  - familie Eriocaulaceae
  - familie Mayacaceae
  - familie Restionaceae
  - familie Xyridaceae

Tot op zekere hoogte vergelijkbare eenheden zijn de onderklasse Commelinidae in het systeem van Cronquist (1981) en de orde Poales van APG II (2003).